# Тратуро (Л'Аквила)
Тратуро (итал. Tratturo) је насеље у Италији у округу Л'Аквила, региону Абруцо.
Према процени из 2011. у насељу је живело 11 становника. Насеље се налази на надморској висини од 358 м.